# Wojciech Szeliga
Wojciech Szeliga (zm. 6 kwietnia 1585 w Warszawie), lekarz polski.
Pochodził prawdopodobnie z warszawskiej rodziny mieszczańskiej. Studia medyczne odbywał w Padwie, pod kierunkiem słynnego Girolamo Mercurialego, w 1582 uzyskując dyplom doktorski w zakresie medycyny i filozofii. Na podstawie wykładów Mercurialego opracował podręcznik toksykologii De venenis et morbis venenosis (Wenecja 1584) oraz rozprawę Censura de Hippocratis operibus (Wenecja 1583); rękopis pierwszej z tych prac, wznawianej potem m.in. we Frankfurcie i Bazylei, znajduje się w zbiorach Biblioteki Jagiellońskiej. 
Po powrocie do kraju Szeliga przez krótki czas prowadził w Warszawie praktykę lekarską. Zmarł młodo w Warszawie 6 kwietnia 1585. 